# Gabrielle Douglas
Gabrielle Douglas (Newport News, Virgínia, 31 de desembre de 1995), és una gimnasta artística estatunidenca que va participar amb l'equip del seu país als Jocs Olímpics de Londres 2012, on va aconseguir la medalla d'or en la competició individual i per equips al costat de les seves companyes McKayla Maroney, Alexandra Raisman, Kyla Ross i Jordyn Wieber. També va participar en els campionats del món de gimnàstica l'any 2011, en els quals va aconseguir la medalla d'or amb l'equip del seu país. La seva primera competició d'elit la va realitzar el 2010 i és la primera esportista de color en l'especialitat de gimnàstica artística que ha aconseguit el títol individual en la història dels Jocs Olímpics.

## Carrera esportiva
Va començar a entrenar-se als 6 anys, al costat de la seva germana major Arielle Douglas, després de demanar-li a la seva mare que la inscrivís per prendre classes de gimnàstica. El 2004, amb 8 anys, va guanyar els campionats de l'estat de Virgínia per a atletes de la seva edat.
La primera competició d'elit en la qual va participar va tenir lloc l'any 2010, en el CoverGirl Classic de Chicago, Illinois, on va quedar en novena posició en la categoria júnior. Aquest mateix any, es va traslladar a West Des Moines, Iowa, per preparar-se sota les ordres de Liang Chow, l'entrenador de la medallista dels Jocs Olímpics de Pequín 2008 Shawn Johnson.
Al campionat del món celebrat a Tòquio l'any 2011, Gabrielle Douglas va participar al costat dels Estats Units, obtenint la medalla d'or en la classificació per equips, i la cinquena plaça en la competició individual en l'especialitat de barres asimètriques.
Al campionat nacional dels Estats Units celebrat el juny de 2012, va obtenir la medalla d'or en barres asimètriques, plata en la classificació general i bronze en exercicis en sòl.
El 31 de juliol de 2012, va aconseguir al costat de les seves companyes McKayla Maroney, Alexandra Raisman, Kyla Ross i Jordyn Wieber, la medalla d'or en la competició per equips dels Jocs Olímpics de Londres 2012, i el 2 d'agost va obtenir la medalla d'or individual en superar per unes dècimes a l'atleta russa Viktoria Komova que va obtenir la de plata. També va aconseguir la classificació per a les finals de barres asimètriques i barra d'equilibri que es van disputar els dies 6 i 7 d'agost. En la final de barres asimètriques va quedar en vuitè lloc. Va guanyar Aliyá Mustáfina. En segona posició va quedar la xinesa He Kexin i en tercer lloc la britànica.
Va participar en els Jocs Olímpics de Rio 2016, realitzats a Brasil. En aquestes olimpíades guanya la medalla d'or en general per equips femenins, amb una puntuació de 184.897.
Durant la participació de la gimnasta als Jocs Olímpics a Brasil, no va poder participar en All-Round per no quedar entre les dues primeres al seu país com ho esmenten en Businnes Insides, "Douglas es mantindrà fora de la final de gimnàstica perquè només permet dues gimnastes per país per competir en la final de qualsevol esdeveniment. Així que, encara que Douglas és sens dubte un dels tres millors All Round, va ser exclosa a causa de dos estatunidencs, Simone Biles i Aly Raisman, van acabar primer i segon, respectivament." Això correspon a una regla establerta per Federació Internacional de Gimnàstica.

## Pel·lícula
El seu assoliment aconseguits a tan curta edat ha captivat al públic i marcat la història en la gimnàstica, a més de convertir-se en la primera esportista afroamericana a obtenir la victòria en la prova individual de gimnàstica artística.
Va ser tant el seu reconeixement d'esforç i valor que en el 2014 surt la pel·lícula, "The Gaby Douglas Story Arxivat 2016-08-17 a Wayback Machine.".
| Any         | 2014                                                |
| ----------- | --------------------------------------------------- |
| Director    | Gregg Champion                                      |
| Guió        | María Nation i Sterling Anderson                    |
| Repartiment | Brian Tee, Imani Hakim, Regina King, Sydney Mikayla |

## Llibres
- El 2012, va ser publicat el llibre autobiogràfic que descriu la seva història amb el títol, Grace, gold and glory Arxivat 2016-08-16 a Wayback Machine..ISBN 978-0-310-74061-2.

- El 2013, va ser publicat el segon llibre amb el títol, Raising the Bar Arxivat 2016-08-09 a Wayback Machine.. ISBN 9780310740704.